# Neothremma siskiyou
Neothremma siskiyou är en nattsländeart som beskrevs av Donald G. Denning 1975. Neothremma siskiyou ingår i släktet Neothremma och familjen Uenoidae. Inga underarter finns listade i Catalogue of Life.